# Сиркін Михайло Маркович
Си́ркін Миха́йло Ма́ркович (9 червня 1922 , Харків, Харківська губернія, Українська СРР, СРСР  — 3 січня 2016 , Ізраїль ) — український радянський архітектор, член Спілки архітекторів України з 1954 року.

## Біографія
Народився 9 червня 1922 року в Харкові (тепер Харківська область, Україна), у 1940–1944 роках — у лавах Червоної армії, учасник німецько-радянської війни, демобілізований внаслідок поранення.
10 листопада 1944 року поступив у Харківський гірничий інститут на спеціальність архітектура, у 1946 році переведений у Харківський інженерно-будівельний інститут, у 1947 році переведений у Київський інженерно-будівельний інститут, який закінчив у 1949 році. З вересня 1949 року — архітектор у інституті «Укрдіпрошахт» (до 1951 року мав назву «Західшахтопроект»), з 1961 року — у проєктному інституті КиївНДІПмістобудування.
У 1991 році з родиною виїхав за межі СРСР, жив у Ізраїлі. Помер 3 січня 2016 року в Ізраїлі.

## Творчість
Співавтор споруд:
- Будинок Техніки (у співавторстві з В. Фадєїчевим, Б. Дзбановським, 1950–1953) у Луганську;
- Адміністративний будинок (у співавторстві з Є. Івановим, І. Бовтиком, 1957) у Луганську;
- Споруди обчислювального центру та інституту економіки Держплану УРСР (у співавторстві з Є. Єжовою, Б. Дзбановським, інженери В. Бронштейн, М. Щиголь, 1968) у Києві, бульвар Миколи Міхновського, 28;
- Комплекс будівель інституту надтвердих матеріалів (у співавторстві з Є. Єжовою, 1969) у Києві;
- Лікувальний корпус лікарні вчених НАН України в Києві, Вознесенський узвіз, 22 (архітектори М. Сиркін, В. Прач, Ю. Сєдак, інженер В. Кішельгоф);
- Будівля Центральної розрахункової палати НБУ в Києві, проспект Науки, 7 (архітектори М. Сиркін, В. Прач, інженер В. Кішельгоф).
- Станції Київського метрополітену: «Університет», «Політехнічний інститут» «Святошин» і «Майдан Незалежності» (всі у співавторстві).
- Санаторії на 500 місць у Трускавці (1970), Моршині, Одесі, Харкові (1973).

У 1974 році проєкт будівлі Інституту надтвердих матеріалів був відзначений премією 2-го ступеня Держбуду СРСР.

## Зображення

Будинок техніки у Луганську
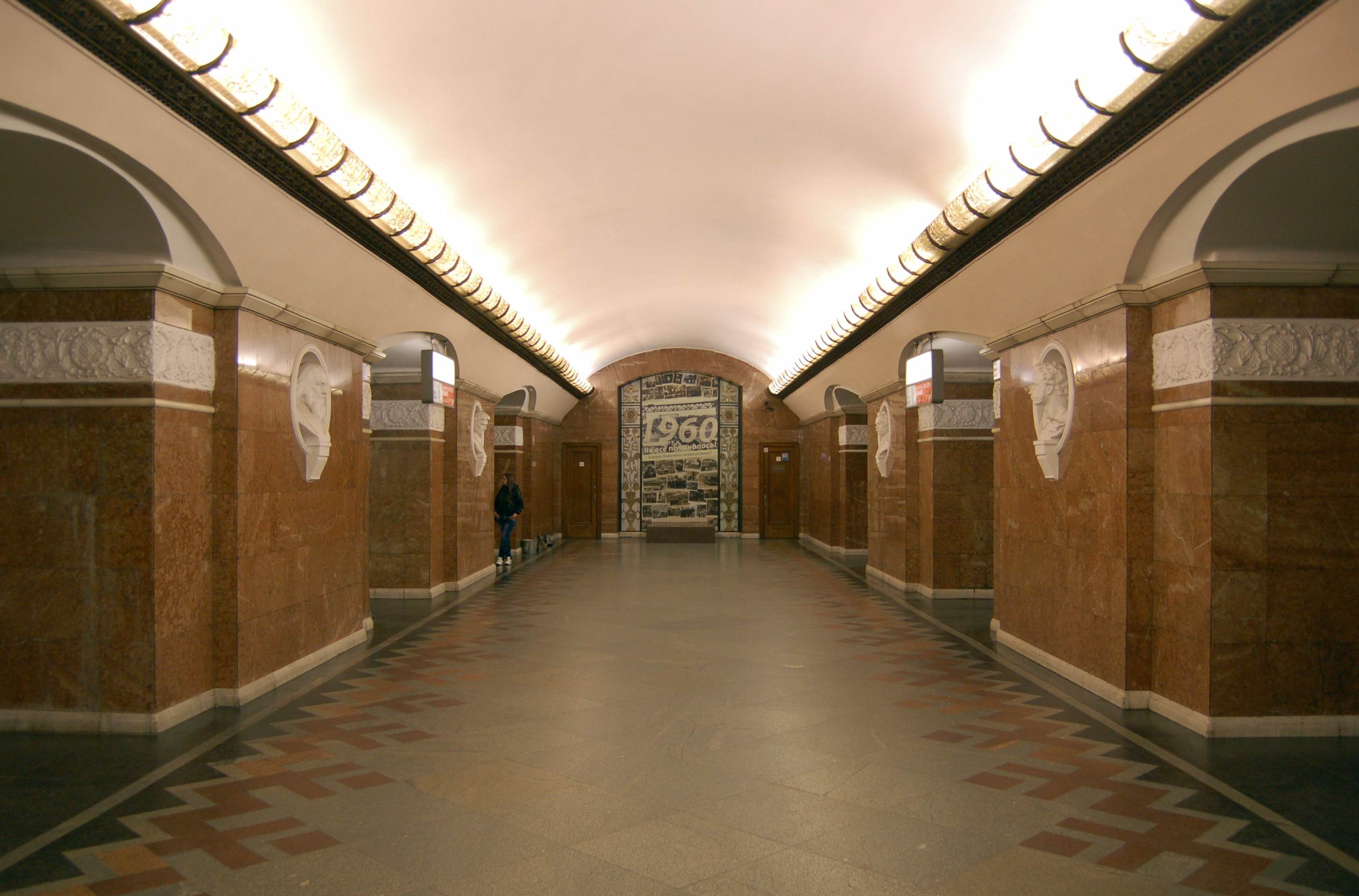
Станція метро «Університет» (1960)
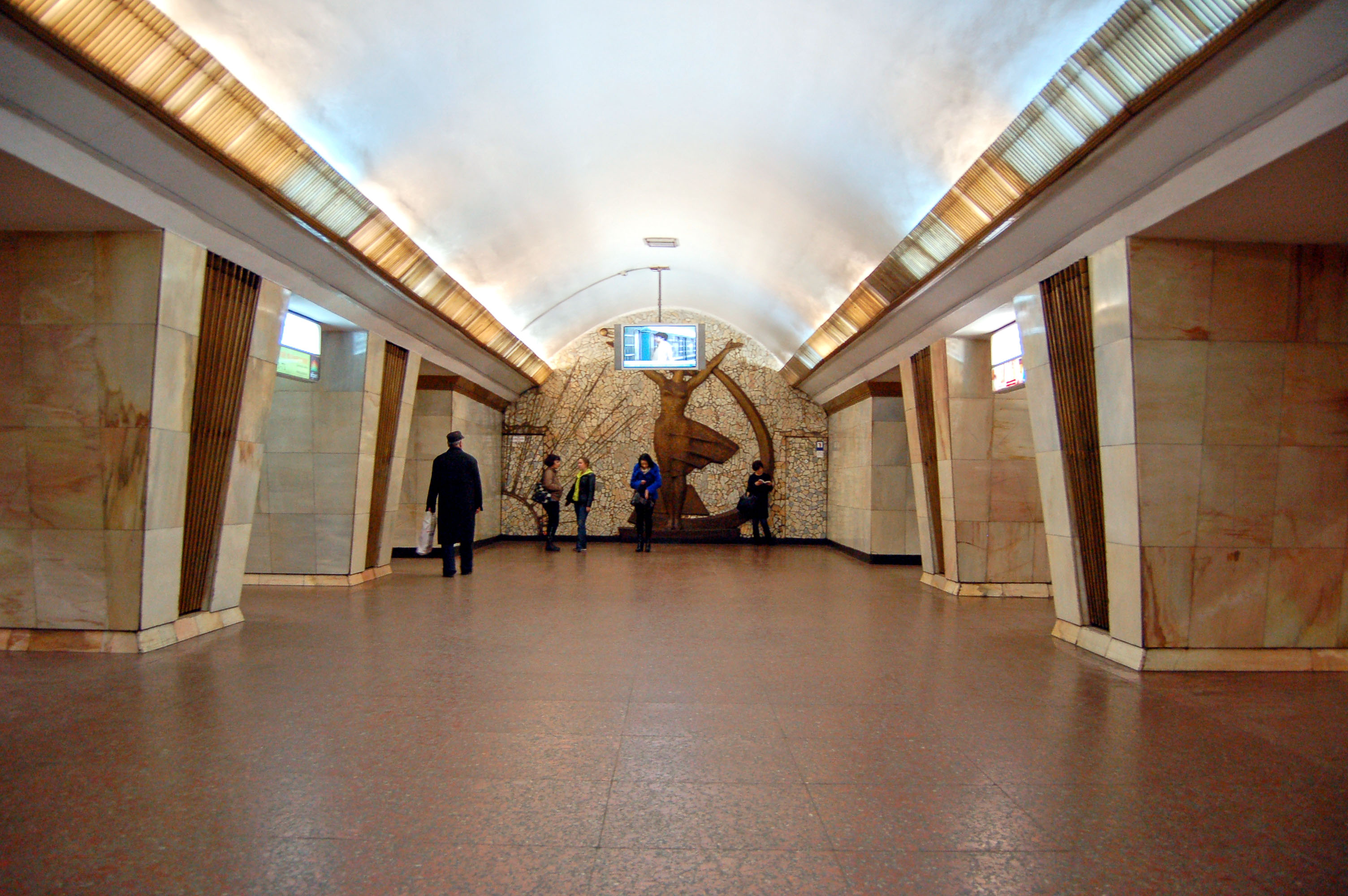
Станція метро «Політехнічний інститут» (1963)
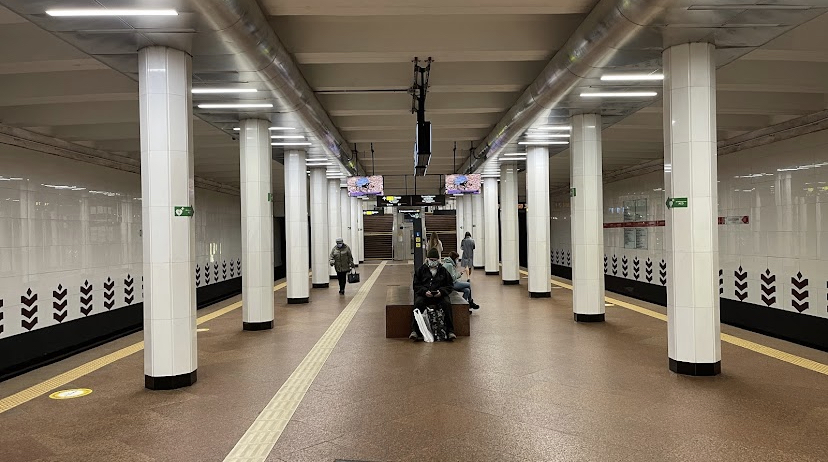
Станція метро «Святошин» (1971)
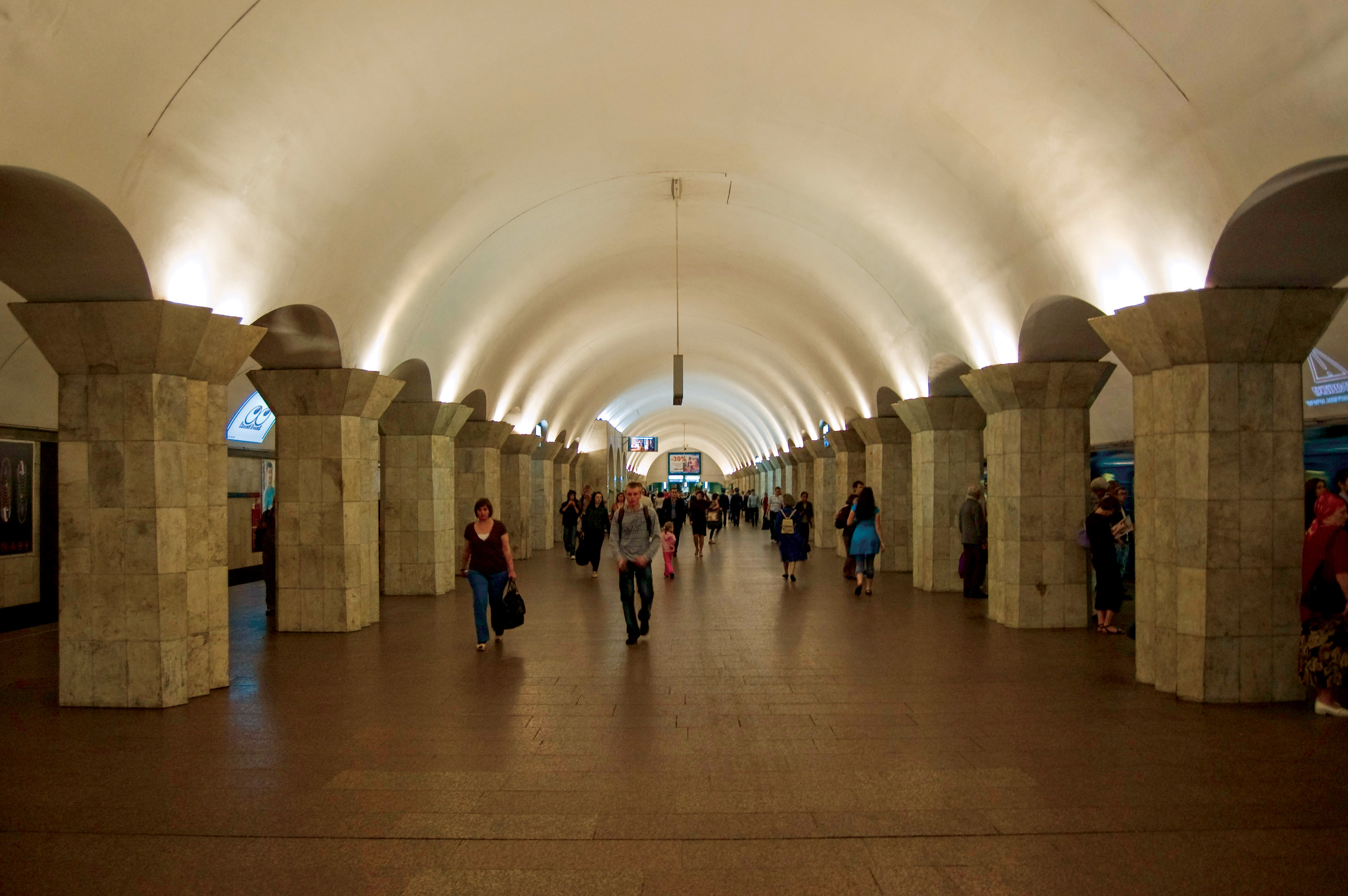
Станція метро «Майдан Незалежності» (1976)